# 朱鴻琦
朱鴻琦（しゅ こうき）は台湾の漫画家。中国文化大学マスメディア学科卒。通称は朱琦。

## 人物
作品を発表するだけでなく、台湾における漫画家の地位向上や国際交流運動にも積極的に参加し、2008年には台北市漫画従業人員工会や中華動漫促進会の理事長として第10回アジアマンガサミット台湾大会の実行委員長を務めた。最近ではアジア各国のプロ漫画家による同人誌である『AsiaM』の台湾側代表としても活動している。

## 作品[1]
- 『大頭家』（1999年『銀河老猫漫画日報』ネットに連載）
- 『夢遊者（夢行者）』全1巻（東立 1993年）
- 『いたずらキューピット（秀逗愛神邱比特）』全3巻（東立 1995年）
- 『根拠179』全2巻 （東立 1997年）
- 『夢遊少年の出来事（夢行者之少年紀事）』全2巻（東立 1997年）
- 『神鬼行動』全1巻（大然 1998年）
- 『台湾の歴史入門（認識台湾歴史）』全10巻（新自然主義）
- 『子路による孔子物語（子路説書-孔子的故事）』全1巻（武漢華中師範 2005年）
- 『オレがいなくても幸せかい？（離開我的妳幸福嗎？）』全1巻（方智）
- 『命中注定我愛妳』（三立電視台 2006年）
- 『108自在語』2巻
- 『台北金融物語（台北金融物語──内線国度）』3巻